# Kondorupalli, Bagepalli
Kondorupalli là một làng thuộc tehsil Bagepalli, huyện Chikkaballapur, bang Karnataka, Ấn Độ.